# 桂庙隧道
桂庙隧道是深圳市南山区的一条地下公路隧道，下穿整条桂庙路和部分滨海大道的西端，属于桂庙路快速化改造工程的重要部分，分为东西行隧道，其中东行隧道起自滨海月亮湾立交，止至滨海科苑立交；西行隧道起自滨海南海立交，止于滨海月亮湾立交。始建于2016年1月15日，2022年2月16日东行隧道开通，同年9月28日西行隧道开通。

## 工程概况

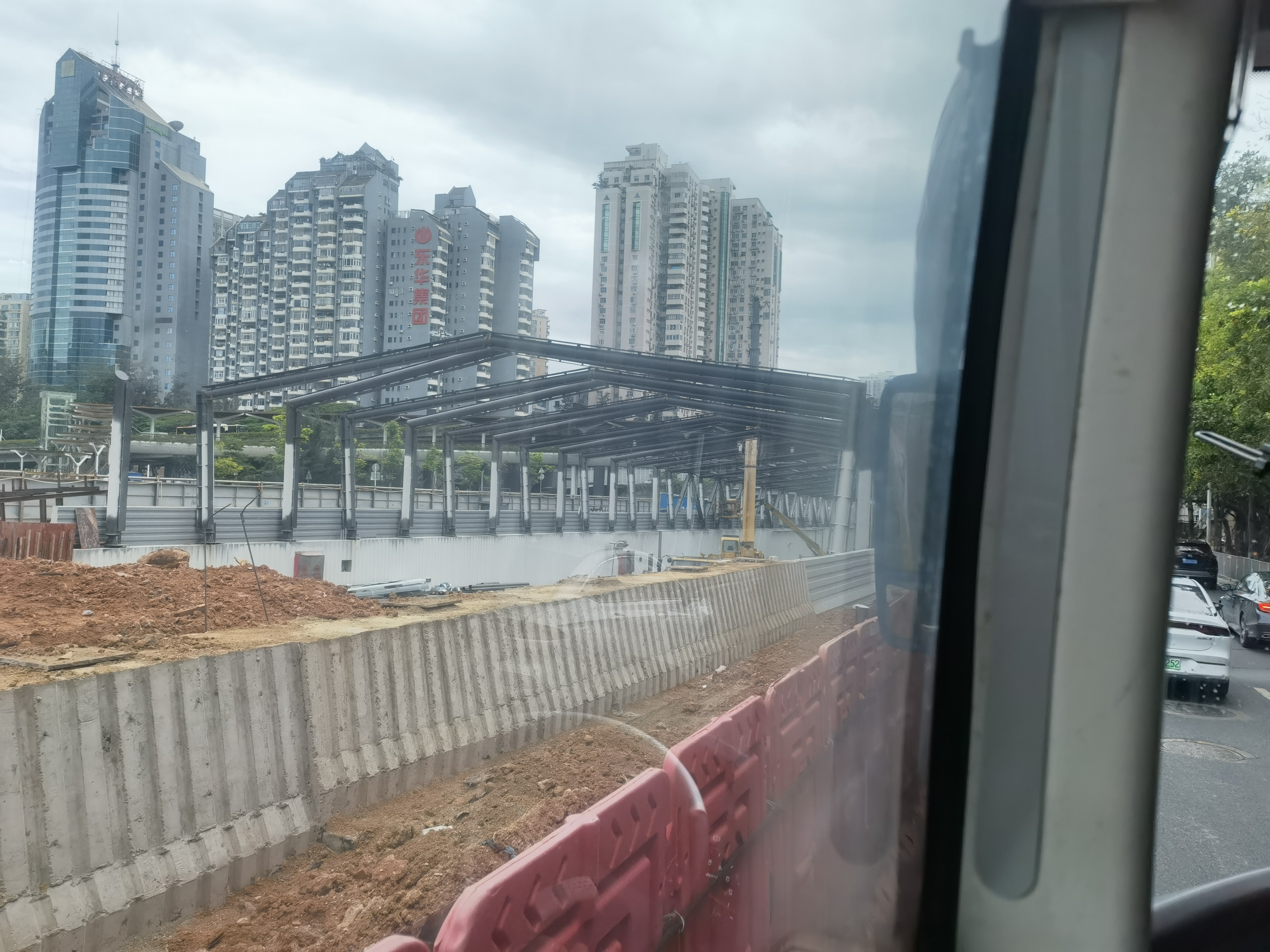
隧道东端入口，施工中

桂庙路快速化改造工程西起振海路，经月亮湾大道、前海路、南新路，南山大道，南海大道，白石路的路口或立交后，止于滨海海滨立交附近。该工程全长约4.9公里，按城市快速路标准建设，改造后的桂庙路主路采用下沉式隧道设计，为双向六车道加集散车道，地面道路为双向六车道（部分八车道）。根据和深圳地铁11号线的位置关系,桂庙路快速化改造项目分为共线段和非共线段。其中,共线段起于振海路,终于滨海南海立交,全长约3公里;非共线段起于滨海南海立交,终于滨海科苑立交,全长约1.9公里，主要为东行隧道的引洞。